# Torneio Rio-São Paulo 1965
Das Torneio Rio-São Paulo 1965 war die 17. Austragung des Torneio Rio-São Paulo, eines Fußballpokalwettbewerbs in Brasilien. Er wurde vom 14. Februar bis 23. Mai 1965 ausgetragen. Der offizielle Name des Turniers war Torneio Roberto Gomes Pedrosa.

## Modus
Zunächst traten die Klubs jeweils einmal gegeneinander an. Die Wertungen wurden aber getrennt nach Bundesstaaten vorgenommen. Die vier besten dieser Gruppe zogen in die Finalrunde ein. In der Finalrunde traten nur die Klubs aus den gegenteiligen Bundesstaaten jeweils einmal gegeneinander an. Es war geplant, dass der Sieger der Vorrunde gegen den Sieger der Finalrunde den Turniersieger ausspielten. Nachdem SE Palmeiras beide Runden gewonnen hatte, wurde der Klub zum Sieger erklärt.

## Teilnehmer
| Teilnehmer Rio de Janeiro | Teilnehmer São Paulo               |
| ------------------------- | ---------------------------------- |
| America FC (RJ)           | SC Corinthians                     |
| Botafogo FR               | SE Palmeiras                       |
| CR Flamengo               | Associação Portuguesa de Desportos |
| Fluminense FC             | FC Santos                          |
| CR Vasco da Gama          | FC São Paulo                       |

## Vorrunde
Die Tabellen der Bundesstaaten dienten der Ermittlung der Teilnehmer an der Finalrunde. In der Gesamtwertung der Vorrunde war der SE Palmeiras der erfolgreichste Klub und damit für das Finale qualifiziert.
Für Palmeiras waren einige Spiele bemerkenswert, wie die 4:1-Niederlage in der Vorrunde gegen den CR Vasco da Gama, bei welcher der Palmeiras Rechtsaußen Gildo nach nur sieben Sekunden das erste Tor der Partie erzielte und damit bis heute das schnellste Tor in der Geschichte von Palmeiras verzeichnete. Palmeiras gelang gegen den FC Santos der höchste Sieg mit 7:1, mit einem Hattrick des Torschützenkönigs der Meisterschaft, Ademar Pantera (Servílio, zweimal, Tupãzinho und Rinaldo komplettierten das Ergebnis).

### Tabelle Gruppe A (São Paulo)
| Pl. | Verein                             | Sp. | S | U | N | Tore    | Diff. | Punkte |
| --- | ---------------------------------- | --- | - | - | - | ------- | ----- | ------ |
| 1.  | SE Palmeiras                       | 9   | 7 | 2 | 0 | 031:130 | +18   | 16     |
| 2.  | SC Corinthians                     | 9   | 2 | 5 | 2 | 018:170 | +1    | 09     |
| 3.  | Associação Portuguesa de Desportos | 9   | 3 | 3 | 3 | 009:130 | −4    | 09     |
| 4.  | FC São Paulo                       | 9   | 3 | 2 | 4 | 015:130 | +2    | 08     |
| 5.  | FC Santos                          | 9   | 3 | 2 | 4 | 020:240 | −4    | 08     |

### Tabelle Gruppe B (Rio de Janeiro)
| Pl. | Verein           | Sp. | S | U | N | Tore    | Diff. | Punkte |
| --- | ---------------- | --- | - | - | - | ------- | ----- | ------ |
| 1.  | Botafogo FR      | 9   | 5 | 2 | 2 | 021:160 | +5    | 12     |
| 2.  | CR Vasco da Gama | 9   | 5 | 1 | 3 | 017:120 | +5    | 11     |
| 3.  | CR Flamengo      | 9   | 4 | 3 | 2 | 013:110 | +2    | 11     |
| 4.  | Fluminense FC    | 9   | 1 | 2 | 6 | 010:210 | −11   | 04     |
| 5.  | America FC (RJ)  | 9   | 0 | 2 | 7 | 008:220 | −14   | 02     |

### Kreuztabelle Vorrunde
| Vorrunde    | America | Botafogo | SC Corinthians | Flamengo | Fluminense | Palmeiras | Portuguesa | Santos | São Paulo | Vasco |
| ----------- | ------- | -------- | -------------- | -------- | ---------- | --------- | ---------- | ------ | --------- | ----- |
| America     | –       |          | 0:2            | 1:3      | 1:1        |           | 0:1        |        |           |       |
| Botafogo    | 4:2     | –        |                |          | 3:0        | 3:5       |            | 3:2    | 2:1       |       |
| Corinthians |         | 1:1      | –              |          |            | 2:2       | 1:1        |        | 2:2       | 3:1   |
| Flamengo    |         | 1:1      | 4:2            | –        | 1:0        | 1:4       | 0:2        |        |           | 0:0   |
| Fluminense  |         |          | 2:1            |          | –          |           |            | 2:5    |           | 1:2   |
| Palmeiras   | 3:2     |          |                |          | 3:2        | –         |            | 7:1    |           |       |
| Portuguesa  |         | 0:2      |                |          | 2:2        | 1:1       | –          |        | 0:3       | 1:0   |
| Santos      | 2:0     |          | 4:4            | 1:1      |            |           | 4:1        | –      |           |       |
| São Paulo   | 2:2     |          |                | 0:2      | 3:0        | 0:2       |            | 3:1    | –         |       |
| Vasco       | 4:0     | 4:2      |                |          |            | 1:4       |            | 3:0    | 2:1       | –     |

## Finalrunde
In der Finalrunde hätte Palmeiras nur dann nicht den Titel geholt, wenn sie zu Hause gegen den Botafogo FR eine Niederlage hätten hinnehmen müssen und Portuguesa auswärts bei CR Flamengo gesiegt hätte. Bei dieser Konstellation wären Palmeiras und Portuguesa in ein Finale gegeneinander eingezogen. Allerdings kam Portuguesa nicht über ein 0:0 bei Flamengo hinaus und Palmeiras schlug Botafogo mit 3:0.

### Tabelle Finalrunde
| Pl. | Verein                             | Sp. | S | U | N | Tore    | Diff. | Punkte |
| --- | ---------------------------------- | --- | - | - | - | ------- | ----- | ------ |
| 1.  | SE Palmeiras                       | 7   | 5 | 1 | 1 | 018:700 | +11   | 11     |
| 2.  | Associação Portuguesa de Desportos | 7   | 2 | 4 | 1 | 011:110 | ±0    | 08     |
| 3.  | FC São Paulo                       | 7   | 4 | 0 | 3 | 017:200 | −3    | 08     |
| 4.  | Fluminense FC                      | 7   | 2 | 2 | 3 | 016:130 | +3    | 06     |
| 5.  | SC Corinthians                     | 7   | 2 | 2 | 3 | 011:100 | +1    | 06     |
| 6.  | CR Vasco da Gama                   | 7   | 2 | 2 | 3 | 007:100 | −3    | 06     |
| 7.  | CR Flamengo                        | 7   | 2 | 2 | 3 | 006:100 | −4    | 06     |
| 8.  | Botafogo FR                        | 7   | 2 | 1 | 4 | 010:150 | −5    | 05     |

### Kreuztabelle Finalrunde
| Finalrunde  | Botafogo | SC Corinthians | Flamengo | Fluminense | Palmeiras | Portuguesa | São Paulo | Vasco |
| ----------- | -------- | -------------- | -------- | ---------- | --------- | ---------- | --------- | ----- |
| Botafogo    | –        |                | 1:0      | 2:7        |           | 2:2        | 5:0       | 0:1   |
| Corinthians | 2:0      | –              | 5:1      |            | 0:1       | 2:2        | 1:2       |       |
| Flamengo    |          |                | –        |            |           | 0:0        | 3:2       | 0:1   |
| Fluminense  |          | 3:0            | 0:0      | –          | 1:3       |            |           |       |
| Palmeiras   | 3:0      |                | 1:2      |            | –         | 2:2        | 5:0       |       |
| Portuguesa  |          |                |          | 2:1        |           | –          |           | 1:0   |
| São Paulo   |          |                |          | 5:3        |           | 4:2        | –         | 4:1   |
| Vasco       |          | 1:1            |          | 1:1        | 2:3       |            |           | –     |

### Entscheidungsspiel
| SE Palmeiras                                                | SE Palmeiras | Botafogo FR | Botafogo FR |
| ----------------------------------------------------------- | --- | --- | ----------- |
| SE Palmeiras                                                | \| Finalrunde, 7. Spieltag \| \| 23. Mai 1965 in São Paulo (Estádio do Pacaembu) \| \| Ergebnis: 3:0 (1:0) \| \| Zuschauer: 46.577 \| \| Schiedsrichter: José Teixeira de Carvalho ( Rio de Janeiro) \|         | \| Finalrunde, 7. Spieltag \| \| 23. Mai 1965 in São Paulo (Estádio do Pacaembu) \| \| Ergebnis: 3:0 (1:0) \| \| Zuschauer: 46.577 \| \| Schiedsrichter: José Teixeira de Carvalho ( Rio de Janeiro) \| | Botafogo FR |
| SE Palmeiras                                                | Valdir – Djalma Santos , Djalma Dias, Valdemar Carabina, Geraldo Scotto – Dudu , Ademir da Guia – Gildo, Servílio, Tupãzinho , Rinaldo Reserve Nélson Coruja , Germano , Dario Alegria Cheftrainer: Filpo Núñez | Manga – Joel Martins, Zé Carlos, Paulistinha, Rildo – Ayrton Povill, Gérson – Bené Canavieira, Turcão , Adhemar Bianchini, Arthur Teixeira Reserve Dimas , Sicupira , Rildo Cheftrainer: Admildo Chirol | Botafogo FR |
| SE Palmeiras                                                | 1:0 Tupãzinho (13.) 2:0 Ademir da Guia (68.) 3:0 Dario Alegria (89.) | | Botafogo FR |
| SE Palmeiras                                                | Platzverweis: Germano | Platzverweis: Gérson | Botafogo FR |
| Finalrunde, 7. Spieltag                                     | | |             |
| 23. Mai 1965 in São Paulo (Estádio do Pacaembu)             | | |             |
| Ergebnis: 3:0 (1:0)                                         | | |             |
| Zuschauer: 46.577                                           | | |             |
| Schiedsrichter: José Teixeira de Carvalho ( Rio de Janeiro) | | |             |

## Die Meistermannschaft
| 3. Titel | SE Palmeiras |
|          | - Tor: Valdir, Silvio Ilitti - Abwehr: Djalma Santos, Djalma Dias, Valdemar Carabina, Geraldo Scotto, Nélson Coruja, Vicente, Ferrari, Leléu, Procópio Cardoso - Mittelfeld: Dudu, Ademir da Guia, Germano, Tupãzinho, Servílio, Zequinha - Angriff: Gildo, Rinaldo, Dario Alegria, Ademar Pantera, Julinho, Caravetti, Luís Carlos, Moreno - Trainer: Filpo Núñez |

## Torschützenliste
| Pl. | Nat.        | Spieler           | Klub             | Tore |
| --- | ----------- | ----------------- | ---------------- | ---- |
| 1   | Brasilianer | Ademar Pantera    | SE Palmeiras     | 14   |
| 2   | Brasilianer | Flávio Minuano    | SC Corinthians   | 13 * |
| 3   | Brasilianer | Adhemar Bianchini | Botafogo FR      | 10   |
|     | Brasilianer | Servílio          | SE Palmeiras     | 10   |
| 5   | Brasilianer | Amaro             | CR Vasco da Gama | 9    |
|     | Brasilianer | Tupãzinho         | SE Palmeiras     | 9    |